# Ingrid Ellboj
Ingrid Sofia Ellboj, född 21 februari 1905 i Raus socken, död 20 april 1984 i Göteborg, var en svensk konstnär.
Hon var dotter till ingenjören John Ellboj och Nanna Hessén samt från 1937 gift med Stig Granzow. Hon var syster till Rune Ellboj.
Ellboj studerade konst för Filip Månsson vid Tekniska skolan i Stockholm 1925-1928 och under studieresor till bland annat Frankrike. Hon medverkade i utställningar i bland annat Stockholm, Helsingborg och Ängelholm. Hennes konst består av stilleben, figursaker och landskap.